# Enzo Valentim
Enzo Valentim Garcia (* 29. Mai 2004 in São Paulo) ist ein brasilianischer Motorradrennfahrer. Er fuhr zuletzt für das AD78 Team Brasil by MS Racing an der Seite seines Landsmanns Humberto Maier.

## Statistik
- 2022: Gesamtsieger des R3-bLU-cRU-Cups

### Supersport-300-Weltmeisterschaft
(Stand: Saisonende 2022)
| Saison | Team                          | Motorrad      | Rennen | Siege | Zweiter | Dritter | Poles | Schn. Runden | Punkte | Ergebnis |
| ------ | ----------------------------- | ------------- | ------ | ----- | ------- | ------- | ----- | ------------ | ------ | -------- |
| 2022   | AD78 Team Brasil by MS Racing | Yamaha YZF-R3 | 6      | –     | –       | –       | –     | –            | 18     | 25.      |
| 2023   | AD78 Team Brasil by MS Racing | Yamaha YZF-R3 | 12     | –     | –       | –       | –     | –            | 34     | 21.      |
| Gesamt | Gesamt                        | Gesamt        | 18     | 0     | 0       | 0       | 0     | 0            | 52     |          |